# Friedrich Wink
Heinrich Friedrich Wink (* 7. Mai 1843 in Elberfeld (heute Stadtteil von Wuppertal); † 1905 in Fort Washington) war ein deutsch-amerikanischer Textilfabrikant und Komponist.

## Leben
Heinrich Friedrich Wink war der Bruder von Pauline Luhn, die mit August Luhn, dem Gründer der Firma Luhns verheiratet war. Bei seinem Vater, Georg Friedrich Wink (1810–1892), der eine Handlung und Fertigung von bedruckten Seidenstoffen für Herrenwesten betrieb, lernte er das Textilhandwerk und zeichnete sich durch ideenreiche und gefällige Musterentwürfe aus. Seine künstlerische Ader schlug sich aber auch in der Liebe zur Musik nieder, was zu Aktivitäten im Gesangsverein und zum Komponieren von Musikstücken führte, die auch öffentlich aufgeführt wurden. Erhalten haben sich aus Winks Wuppertaler Zeit so das Notenmanuskript und der Programmzettel für eine Aufführung der „Ouverture Nr. 1“ im Rahmen eines Wohltätigkeitskonzertes am 15. Januar 1870 im Elberfelder Saal von Adam Stoll. Am 7. November desselben Jahres wurde im Küpper-Saal auf dem Elberfelder Johannisberg im Rahmen eines „Concerts zum Besten der Hinterbliebenen der gefallenen Elberfelder Krieger“ die von Wink vertonte Bürger-Ballade „der Ritter und sein Liebchen“ aufgeführt – die Schlacht von Sedan lag damals gerade zwei Monate zurück.
Da ihm das Fabrikleben und der Zwang zur unentwegten Mustermacherei sowie die Beengtheit der Wuppertaler Verhältnisse nicht behagte, emigrierte er – ermutigt durch den raschen Aufstieg seines Vetters Karl Heinrich Wink in Philadelphia – um 1872 in die USA, wo er zunächst in New Jersey und später in Philadelphia lebte. Im Jahr 1878 heiratete er die Deutsche Barbara Therese Johanna Kreker. Er überwand seine Abneigung zur Mustermacherei und machte damit Karriere: Bald gehörte ihm ein florierendes Herrentuchunternehmen. In Fort Washington ließ er sich ein Herrenhaus errichten. Dieses war umgeben von 250 Weinstöcken, für deren Erträge er ein Kelterhaus mit Probierstube hinzusetzte. In diesem schönen Refugium feierte Fred manches Fest mit seinen Freunden, darunter vielen Musikern, bei dem sein Eigenbau-Wein nicht fehlen durfte. Zu seinen Freunden gehörte u. a. Walter Damrosch, der Kapellmeister der Metropolitan Opera in New York und die Gebrüder Wilhelm und Edmund Wolsieffer, von denen der eine als Dirigent und der andere als Konzertmeister an der Deutschen Oper in Philadelphia tätig war. Sie waren an diesem Hause verantwortlich für die Einstudierung der Wink-Operette „Zephyr“ von 1891, die zumindest dreimal, am 8., am 10. und am 11. April 1896 aufgeführt wurde, wobei Wink selbst eine Nebenrolle übernahm. Auch seine komische Oper „Amina oder die Braut des Schah“ wurde im Mai 1890 erfolgreich in Philadelphia uraufgeführt und am 23. April 1891 im Tivoli Opera House in San Francisco nachgespielt.
Der Kontakt zu seiner im Wuppertal lebenden Familie blieb immer bestehen: Friedrich Wink reiste mehrfach nach Europa. Im Jahr 1904 wurde er von Rudolf und Robert Luhn, den Söhnen von August Luhn besucht, als diese 1904 zur Weltausstellung nach St. Louis in die USA reisten.
Das musikalische Werk von Heinrich Friedrich Wink, der 1905 starb, umfasst mehrere Opern, Operetten, Symphonien, Orchester- und Chorwerke, Kammer- und Klaviermusik. Einiges davon wurde in renommierten Konzerthäusern aufgeführt, einiges auch gedruckt. Der größte Teil seiner Werke existierte jedoch lediglich in handschriftlicher Form und wurde für Aufführungszwecke von Kopisten handschriftlich vervielfältigt. Prof. Dr. Joachim Dorfmüller, der sich mit dem musikalischen Nachlass von Heinrich Friedrich Wink befasst hat, hält Heinrich Friedrich Wink für den ersten im Tal der Wupper zwischen Beyenburg und Vohwinkel geborenen wirklichen Komponisten mit umfassenden Œuvre. In seinem Buch Wuppertaler Komponisten I klassifiziert er die Musik von Heinrich Friedrich Wink als Unterhaltungsmusik, die auf Popularität im besten Sinne des Wortes abzielte: Es war Gebrauchsmusik, solide gemacht, solide instrumentalisiert, primär von Liebhabern zu musizieren.
Nachdem in den frühen 80er Jahren einige Stücke, darunter der Walzer „An der schönen schwarzen Wupper“ wieder aufgeführt worden waren, wurde am 20. November 2010 – 127 Jahre nach ihrer Entstehung – die Symphonie Nr. 2 von dem Instrumentalverein Wuppertal unter der Leitung von Christof Hilger im Rahmen seines Herbstkonzertes in der Immanuelskirche Wuppertal uraufgeführt.

## Werke
- Overture Nr. 1 (1870)
- Der Ritter und sein Liebchen (1870)
- Die schöne schwarze Wupper (1870)
- Tableaux of choice pieces for piano (1873)
- Twinkling Star, Serenade for the piano-forte (1873)
- Old king Gorm/Gorm der Alte (1875)
- Zephyr, Oper (1875)
- Symphonie No. 2 (1883)
- Amina or the shah´s bride, Oper (1890)

Verschiedene Werke sind online über die Library of Congress, Washington D.C. verfügbar.